# Neven Dokić
Neven Dokić (...) è un ex giocatore di football americano serbo, che ha giocato nel ruolo di linebacker.